# Liste der Naturdenkmale in Bad Salzschlirf
Die Liste der Naturdenkmale in Bad Salzschlirf nennt die im Gebiet der Gemeinde Bad Salzschlirf im Landkreis Fulda in Hessen gelegenen Naturdenkmale.
| Bild | Bezeichnung                   | Ortsteil, Lage                                  | Beschreibung | Art   | Nr.      |
| ---- | ----------------------------- | ----------------------------------------------- | ------------ | ----- | -------- |
| BW   | 2 Buchen an den Brückengärten | Bad Salzschlirf 50° 37′ 38,4″ N, 9° 30′ 16,1″ O |              | Buche | 6.31.001 |
| BW   | Linde am Weg zur Kuppe        | Bad Salzschlirf 50° 37′ 50,5″ N, 9° 29′ 51,3″ O |              | Linde | 6.31.003 |

## Belege
1. ↑  
Naturdenkmalliste. (pdf; 866 kB) Anhang zu TOP II.22 der Kreistagssitzung am 07.06.2010. Naturdenkmale im Landkreis Fulda. Der Kreisausschuss Landkreis Fulda, 26. Mai 2010, abgerufen am 24. Januar 2016.

- Karte mit allen Koordinaten:
- OSM |
- WikiMap